# Persephonaster
Persephonaster is een geslacht van kamsterren uit de familie Astropectinidae.

## Soorten
- Persephonaster armiger Ludwig, 1905
- Persephonaster asper Goto, 1914
- Persephonaster celebensis Döderlein, 1921
- Persephonaster cingulatus (Fisher, 1906)
- Persephonaster coelochilus Alcock, 1893
- Persephonaster croceus Wood-Mason & Alcock, 1891
- Persephonaster echinulatus H.L. Clark, 1941
- Persephonaster exquisitus Jangoux & Aziz, 1988
- Persephonaster facetus (Koehler, 1907)
- Persephonaster gracilis (Sladen, 1889)
- Persephonaster habrogenys Fisher, 1913
- Persephonaster leptactis H.L. Clark, 1941
- Persephonaster misakiensis Goto, 1914
- Persephonaster monostoechus Fisher, 1913
- Persephonaster oediplax Fisher, 1913
- Persephonaster patagiatus (Sladen, 1889)
- Persephonaster pulcher (Perrier, 1881)
- Persephonaster rhodopeplus Wood-Mason & Alcock, 1891
- Persephonaster roulei Koehler, 1909
- Persephonaster sewelli Macan, 1938
- Persephonaster sphenoplax (Bell, 1892)
- Persephonaster suluensis Fisher, 1913
- Persephonaster tenuis Fisher, 1913